# Jürgen Röttger

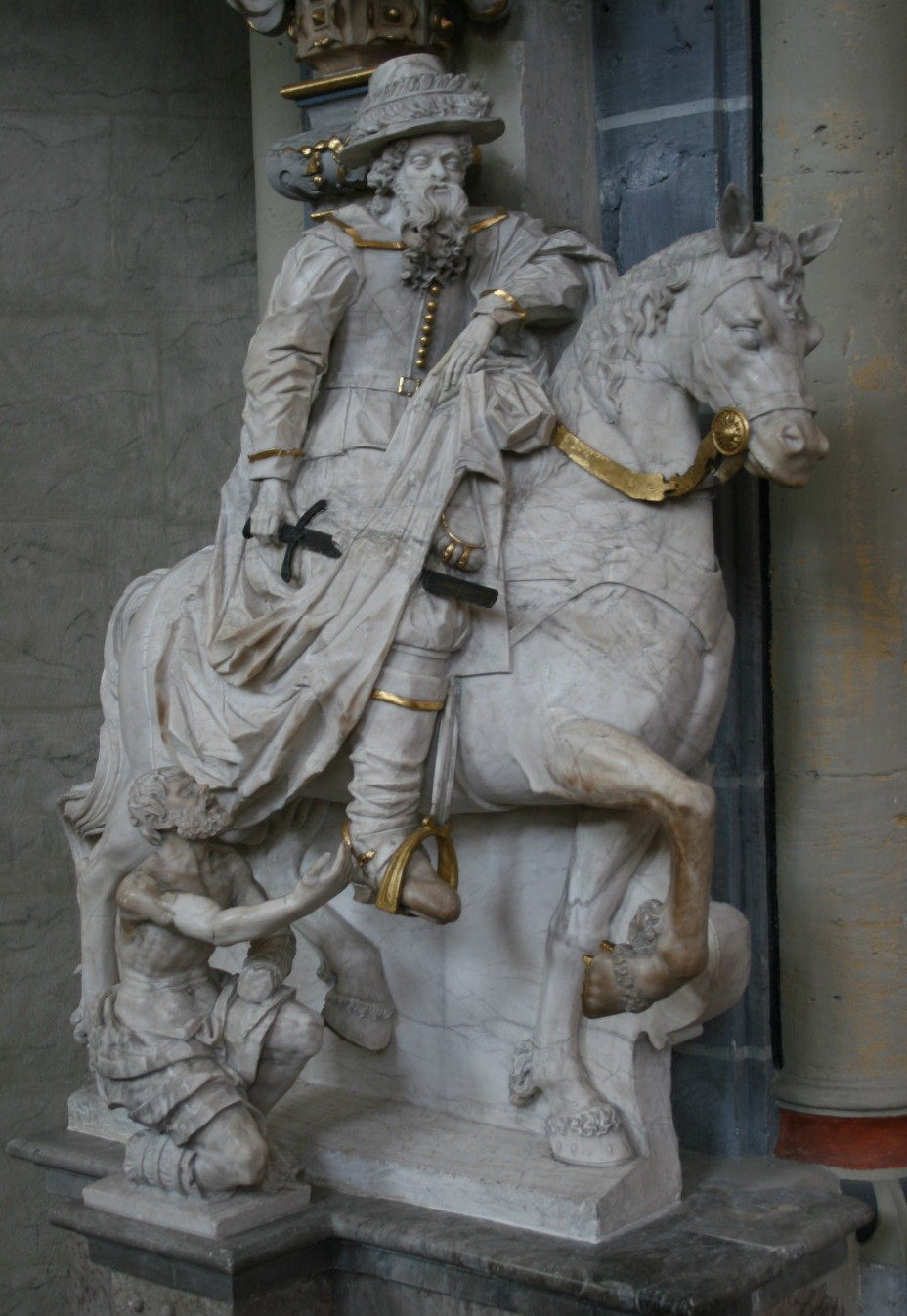
Heiliger Martin von Tours aus Alabaster in der Martinikirche Braunschweigs vor der Kanzel

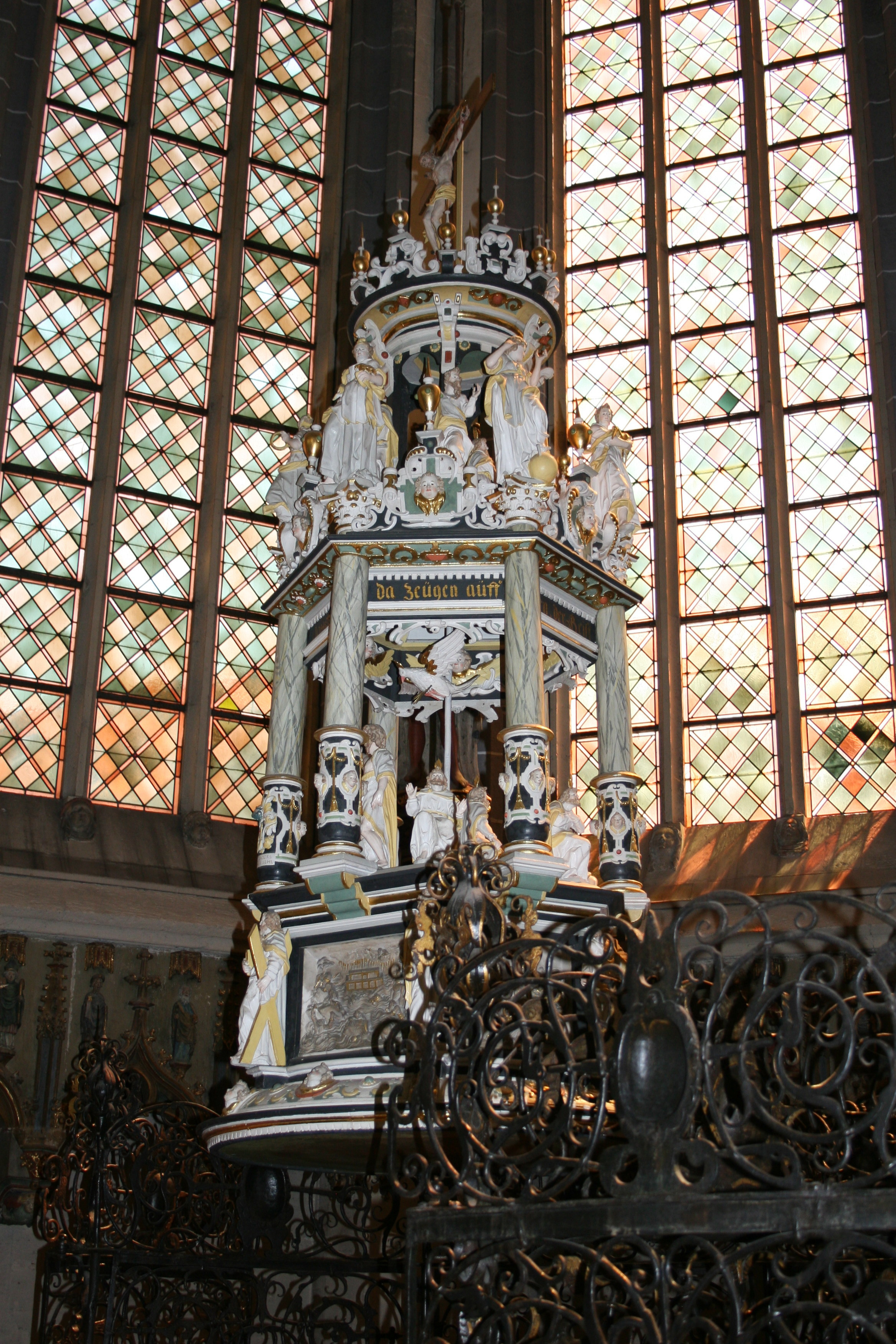
Taufdeckel in der Martinikirche in Braunschweig

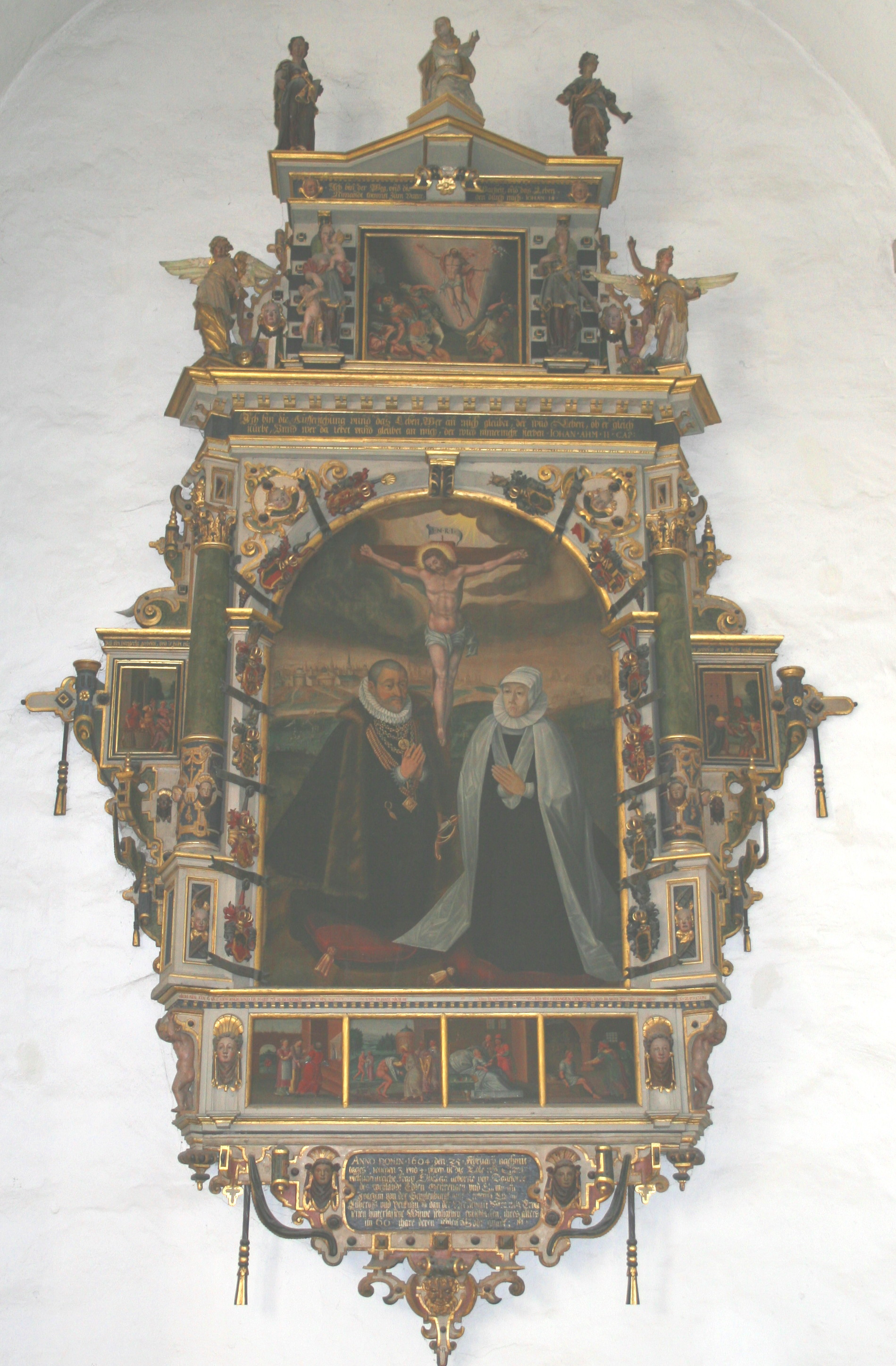
Das Denkmal der von Schulenburgs im Dom von Braunschweig

Jürgen Röttger (* 1550/1551 in Schlesien; † 14. Oktober 1623 in Braunschweig) war ein deutscher Steinmetz und Bildhauer, der ab 1619 in Braunschweig den Übergang von der Renaissance zum Barock vollzog.

## Leben
Jürgen Röttger wurde am 23. November 1583 Neubürger im Braunschweiger Weichbild Neustadt und heiratete im selben Jahr die Witwe des Bildhauers Hans Seeck. Dadurch wurde er Meister der neuen Werkstatt Röttger und Miteigentümer des Hauses Seeck in der Beckenwerkerstraße 15. Er war ab dem Jahr 1616 Ratsherr der Neustadt. Er hatte zwei Töchter, Judith (getauft 15. Januar 1601) und Katharina, sowie zwei Söhne Jürgen († 1626) und Hans († 3. Januar 1627), der ein hervorragender Bildhauer wurde. Hans führte die Werkstatt nach dem Tode seines 73-jährigen Vaters nur kurze Zeit weiter, inwieweit Jürgen an der Werkstatt beteiligt war, ist nicht bekannt.

## Werk
Jürgen Röttger kennzeichnete seine Werke erstmals 1587 mit dem Monogramm GR. Röttger arbeitete gemeinsam mit dem Bildhauer Balthasar Kircher in den Jahren 1588 bis 1592 beim Umbau der Ostfassade des Braunschweiger Gewandhauses an teilplastischen Reliefarbeiten, beispielsweise an den Löwenköpfen und an gestalteten Werksteinen.
In den Jahren 1592 bis 1594 schuf er zusammen mit dem Maler Florian von der Mürtel aus Antwerpen Bildwerke, wie z. B. im Jahre 1583 das Grabmal des Syndikus Johann Roßbeck († 30. November 1581) und dessen Frau Sabina Stizing in der Martinikirche aus Holz. Er schuf für die Brüdernkirche den Lettner in den Jahren 1592/94, den Predigtstuhl 1598/99 für 350 Taler und den Deckel des Taufsteins im Jahre 1612. Ist der Anteil Röttgers an den vorgenannten Bildwerken nicht näher bestimmt, so hält Paul Jonas Meier es für deutlich, dass an dem Grabmal von Busso von Bülow in der St.-Katharinen-Kirche in Oebisfelde Florian von der Mürtel lediglich die Bemalung ausführte.
Gesichert ist, dass der Grabstein für Joachim I. von Alvensleben († 1588) in Erxleben von Röttger stammt, ebenso der für Ludolf X. von Alvensleben († 1596) in der Dorfkirche St. Andreas in Hundisburg, wobei dieser wohl schon nach dem Tode von Ludolfs Frau Bartha v. Bartensleben († 1587) errichtet wurde. Röttger schuf auch das Grabmal von Ludolf X. in Kalbe (Milde) und das Epitaph der Familie von Alvensleben zu Isenschnibbe († 1594) in der Nikolaikirche von Gardelegen. Dieses überstand die Zerstörung der Kirche 1945 und wurde restauriert in die Marienkirche überführt. Weitere Arbeiten außerhalb Braunschweigs sind ein Taufstein (1610) in St. Marien in Celle, eine Geschichtstafel (1614) in der Klosterkirche Riddagshausen und ein Taufstein (um 1600) in der Petruskirche in Vorsfelde.
Den Höhepunkt erreicht Röttgers Schaffen bei der Neugestaltung der Martinikirche in Braunschweig mit Kanzel, Taufbecken und Prieche. Für diese Arbeiten erhält er nachweislich lediglich 450 Taler. Diese Summe erhält er in der Kipper- und Wipperzeit in Form der sogenannten „schlechten Taler“, deren Edelmetallgehalt gegenüber der vereinbarten Vertragssumme erheblich reduziert war. Bei den Arbeiten an der Martinikirche hatte die Werkstatt Röttger für die Kanzel sechs und für die Kanzeldeckel mit Prieche fünf Gesellen beschäftigt. Aus diesen Erfahrungen schließt er im gleichen Jahr 1619 einen Vertrag für das Grabmal für Jürgen von der Schulenburg († 20. April 1619) in der Katharinenkirche ab, der eine Endsumme von 2.000 Talern vorsieht. Bei diesem Grabmal wird davon ausgegangen, dass es größtenteils beim Bildhauer Lulef Bartels in Magdeburg entstanden ist und ein Gemeinschaftswerk darstellt.
Röttgers Werk ab dem Jahr 1619 ist dadurch gekennzeichnet, dass er in Braunschweig den Übergang von der Renaissance zum Barock, vom Beschlagwerk zum barocken Muschelstil vollzog. Sein Sohn Hans Röttger schuf vermutlich auch das im Jahr 1944 zerstörte Epitaph für seinen Vater, das sich in der Andreaskirche befand.

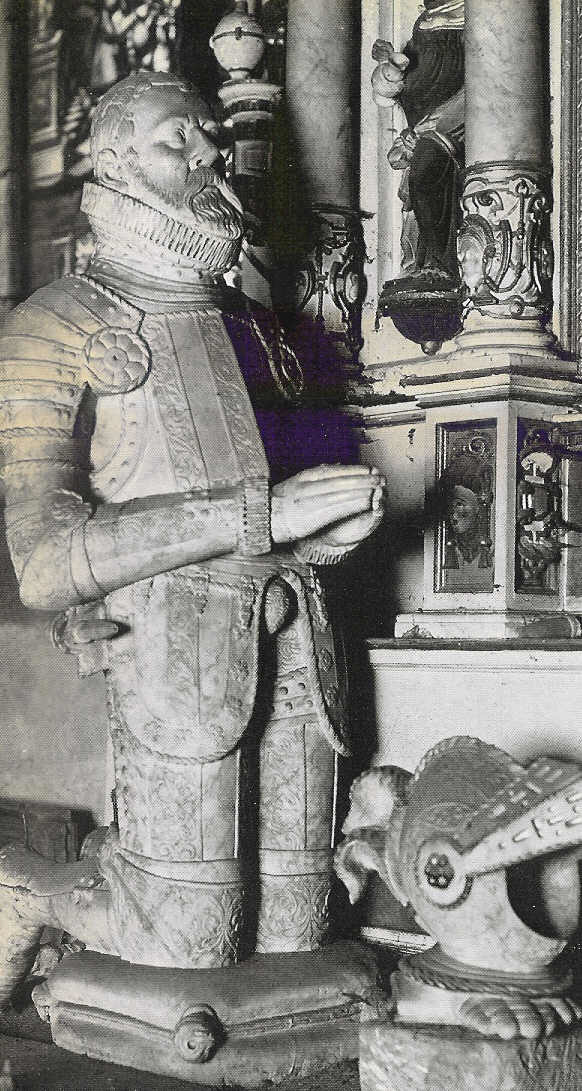
Grabdenkmal von Joachim I. von Alvensleben, Schlosskapelle Erxleben
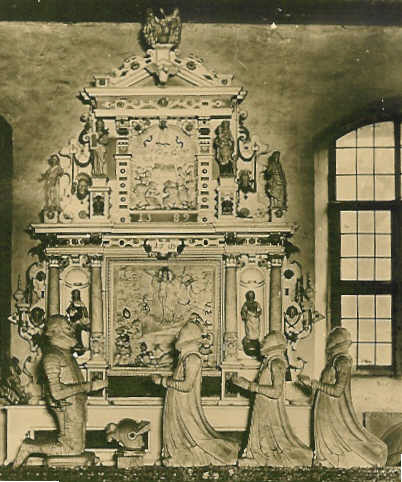
Grabdenkmal von Joachim I. von Alvensleben mit seinen drei Frauen
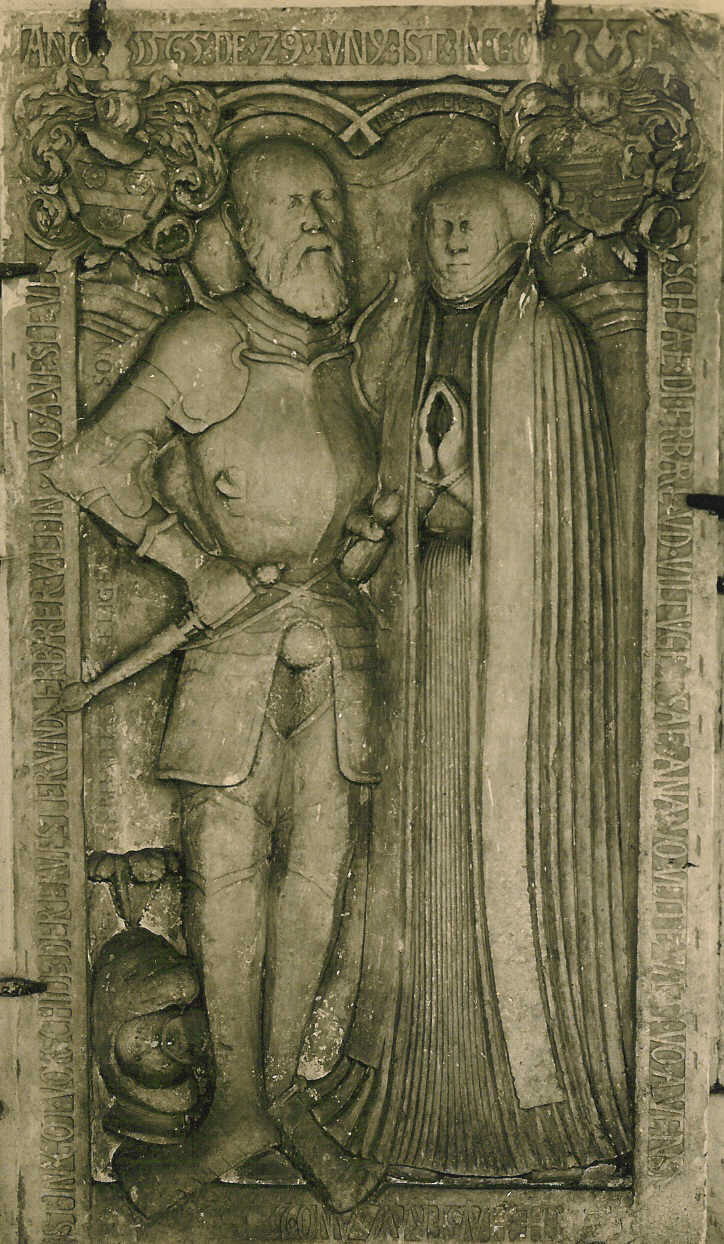
Epitaph von Valentin von Alvensleben mit seiner Frau Anna von Veltheim
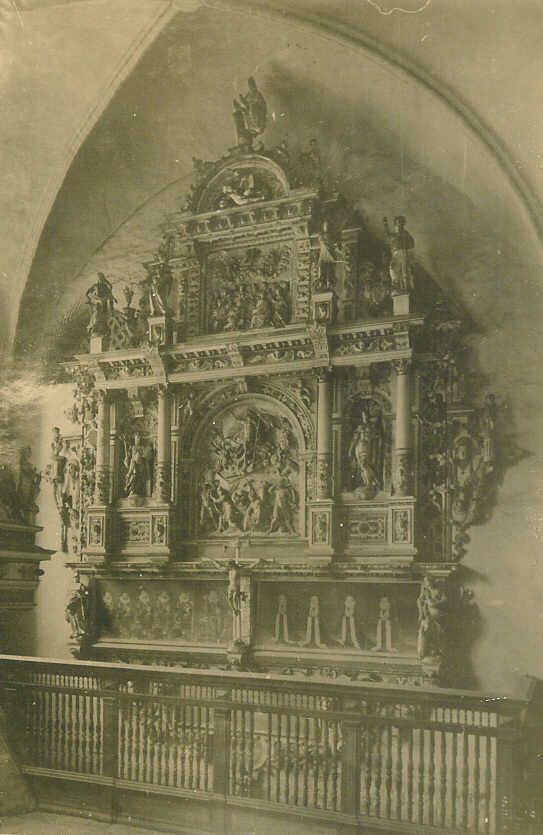
Epitaph für Valentin von Alvensleben und seine Familie in der Marienkirche in Gardelegen